# Derby Airport
Derby Airport är en flygplats i Australien. Den ligger i kommunen Derby-West Kimberley och delstaten Western Australia, omkring 1 800 kilometer nordost om delstatshuvudstaden Perth. Derby Airport ligger 11 meter över havet.
Trakten runt Derby Airport är nära nog obefolkad, med mindre än två invånare per kvadratkilometer.. Närmaste större samhälle är Derby, nära Derby Airport.
I omgivningarna runt Derby Airport växer i huvudsak buskskog. Savannklimat råder i trakten. Genomsnittlig årsnederbörd är 1 222 millimeter. Den regnigaste månaden är februari, med i genomsnitt 329 mm nederbörd, och den torraste är augusti, med 1 mm nederbörd.